# Leif Grane
Leif Grane (11. januar 1928 – 22. marts 2000) var professor i Kirke- og Dogmehistorie på Københavns Universitet (1964-1998) og internationalt anerkendt Luther- og reformationsforsker. Han er især kendt for sin kommentar til Den augsburgske bekendelse (Confessio Augustana, 1958). I 1999 udkom Kirken i den europæiske middelalder: fra ca. 750-1500 i forbindelse med det nationale middelalderår. Hans bøger er oversat til engelsk, svensk, italiensk, finsk og tysk. Fra 1980-1998 var han såkaldt provst, dvs. efor, for kollegiet Regensen.